# Liste der Bischöfe von Pistoia
Die folgenden Personen waren Bischöfe von Pistoia (Italien):
- Heiliger Romolo (auch Bischof von Fiesole)
- 2.–21. Bischof aus dem 2.–6. Jh. sind unbekannt. Zu dem 16. und 21. namenlosen Bischof gibt es aber päpstliche Dokumente
- Restardo (?) vor 594
- Nessorio 623
- Traccia 626
- Teodato 640
- Padetto 668
- Nestorius 685
- Vegesaldo 698
- Johannes I. 700
- Felix 722
- Teodosio 730
- Licinio 754
- Abbondio 762
- Johannes II. 772
- Benedikt 786
- Guillerad 806
- Lamprendo 826
- Guasprando 840
- Oschisio 853
- Asterius 901
- Uberto 937
- Raimbaldo 940
- Johannes III. 953
- Antonino 995
- Restaldo 1012
- Guido II. 1024
- Martin 1043
- Sedisvakanz
- Leo 1067–1085
- Peter 1086
- Ildebrando 1104
- heiliger Atto 1133–1153
- Tracio 1154
- Rinaldo 1168
- Buono 1189
- Soffredo Soffredi 1208
- Graziano Berlinghieri 1223
- Guidaloste Vergiolesi 1252
- Tommaso Andrei 1284
- Bartolomeo Sinibuldi 1303
- Ermanno Anastasi 1307
- Baronto Ricciardi 1322
- Andrea Ciantori 1349
- Remigio 1356
- Giovanni Vivenzi 1370
- B. Andrea Franchi 1381
- Matteo Diamenti 1400
- Ubertino Albizi 1426
- Donato de Medici 1436
- Niccolò Pandolfini 1474 (Kardinal)
- Lorenzo Pucci 1518 (Kardinal)
- Antonio Pucci 1519 (Kardinal)
- Roberto Pucci 1541 (Kardinal)
- Francesco da Galliano 1547
- Giovambattista Ricasoli 1561
- Alessandro Ottaviano de Medici 1573–1574
- Ludovico Antinori 1574
- Lattanzio Lattanzi 1575
- Ottavio Abbiosi 1587
- Fulvio Passerini 1599
- Alessandro del Caccia 1600
- Francesco Nerli 1650
- Giovanni Gerini 1653–1656
- Francesco Rinuccini 1656–1679
- Gherardo Gherardi 1679–1690
- Leone Strozzi 1690–1700
- Francesco Frosini 1700–1702
- Michel Carlo Visdomini-Cortigiani 1703–1713
- Colombino Bassi 1715–1732
- Federico Alamanni 1732–1775
- Giuseppe Ippoliti 1776–1780
- Scipione de’ Ricci 1780–1791
- Francesco Falchi-Picchinesi 1791–1803
- Francesco Toli 1803–1833
- Angelo Maria Gilardoni 1833–1835
- Giovan Battista Rossi 1837–1849
- Leone Niccolai 1849–1857
- Giovanni Pierallini 1857–1867 (Kapitularvikar)
- Enrico Bindi 1867
- Niccolò Sozzifanti 1871
- Donato Velluti Zati di S. Clemente (1883–1885)
- Marcello Mazzanti (1885–1908)
- Andrea Sarti (1909–1915)
- Gabriele Vettori (1915–1932) (auch Erzbischof von Pisa)
- Giuseppe Debernardi (1933–1953)
- Mario Longo Dorni (1954–1985)
- Simone Scatizzi (1981–2006)
- Mansueto Bianchi (2006–2014)
- Fausto Tardelli (seit 2014)